# Пироксени
Пироксени су група силикатних минерала, која припада поткласи иносиликата. Минерали из ове групе су значајни петрогени минерали, који улазе у састав многих врста стена. Присуство пироксена је значајно у многим магматским, регионално и контактно метаморфним стенама. Минерали ове групе могу бити ромбичне (ортопироксени) и моноклиничне симетрије (клинопироксени). Општи хемијски састав орто и клино пироксена може се представити формулом  (где X представља калцијум, натријум, двовалентно жељезо и магнезијум те, ређе, за цинк, манган и литијум, а Y представља јоне мањег радијуса, као што су хром, алуминијум, тровалентно жељезо, манган, магнезијум, скандијум, титанијум, ванадијум па чак и двовалентно жељезо). Иако је алуминијум често замењен силицијумом код других силиката, замена се код већине пироксена догађа само у ограниченим количинама. Они деле заједничку структуру која се састоји од појединачних ланаца силицијумских тетраедара. Пироксени који се кристалишу у моноклиничком систему познати су као клинопироксени, а они који кристалишу у орторомбичном систему познати су као ортопироксени.
Горњи плашт Земље састоји се углавном од оливина и пироксена. Пироксен и фелдспат су главни минерали базалта, андезита и габра.

## Подела
У зависности од садржаја појединих елемената у хемијском саставу, пироксени се деле на следеће групе:
- магнезијско-гвожђевите ортопироксене, где спадају: енстатит, бронзит, хиперстен и орто феросилит;
- магнезијско-гвожђевите клинопироксене, где спадају: пижонит, клино феросилит, клиноенстатит и клинохиперстен;
- калцијске клинопироксене, где спадају: диопсид, хеденбергит, јохансенит и аугит;
- калцијско-натријске клинопироксене, где спадају: омфацит и егирин аугит;
- алкалне клинопироксене, где спадају: жадејит и егирин;
- литијске клинопироксене, где спада сподумен.

## Својства
- Кристалографска својства. - Кристали ортопироксена су обично краткопризматичног хабитуса, са (hk0) као основном формом, док су кристали клинопироксена такође призматични, али са (110) као основном формом.
- Цепљивост код пироксена је јасна до савршена у два правца по призми.
- Агрегати су претежно призматични, ређе приткасти или игличасти, а могу бити и зрнасти.
- Боја им може бити различита. Ређе су безбојни или бели. Обично су зелени у различитим нијансама, зелено мрки, мрки, тамнозелени.
- Прозрачни су, ређе потпуно провидни.
- Стакластог сјаја.
- Тврдине око 6.
- Постанак. - Пироксени су магматски, регионално и контактно метаморфни минерали, а могу постати и пегматитски у вези са базичним магматским процесима. Изузетак представља сподумен, који је као пегматитски минерал, присутан у пегматитима везаним за киселе магматске процесе.

## Порекло имена
Име пироксена долази од грчких речи које у преводу значе ватра и странаћ'. Име су добили због тога што су присутни у вулканским лавама, где понекад кристализују унутар вулканског стакла; претпостављало се да су тамо доспели као нечистоће па отуд онда име „странац у ватри”. Међутим, они су заправо минерали који су кристализовани пуно пре него што је лава ерумпирала.
Горњи плашт Земље састоји се већином од оливина и пироксена. Део плашта приказан је на слици (ортоприоксени су црни, диопсид (који садржи хром) је светлозелен, оливин је жутозелен), а у њему доминирају оливини, типични перидотитски минерали.

## Хемија и номенклатура пироксена
Ланчана силикатна структура пироксена нуди низ могућности у уграђивању различитих катјона те су имена пироксена првенствено дефинисана њиховом хемијском структуром. Пироксени добивају имена према  хемијским врстама које окружују октаедре X (или M1) и Y (или M2) те тетраедре T. Međunarodnо мineraloškо удружење - Komisija za nove minerale i mineralna imena danas broji dvadeset mineralnih imena, a 105 imena koja su se pre koristila danas u odbačena.
Типични пироксени већином су грађени од  -тетраедара, а доминантни су двовалентни јони у оба октаедра (X и Y), тако да добијају приближну формулу . Имена честих калцијумско-гвоздено-магнезијумских пироксена дефинирана су у „пироксенском четвероуглу” (трапезу) на слици 2. енстатитско-феросилитна серија (3) садржи до 5 моларних удела калцијума те се јавља у три полиморфа - као ромпски ортоенстатит и протоенстатит те као моноклински клиноенстатит (те као еквивалент феросилит). Повећањем удела калцијума онемогућује се стварање ромпсих фаза и пигеонита  те кристализују само моноклински пироксени. Не постоји комплетан чврсти раствор с калцијумским уделом, а Mg-Fe-Ca пироксени с моларним уделом калцијума од 15 до 25% као такви нису стабилни. То доводи до празнине у серији између пигеонита и аугита. Ту постоји произвољна сепарација између аугита и чврстог раствора диопсида и хеденбергита . Подела је направљена на 45% моларног удела калцијума. Како калцијумов јон не може употпунити Y-октаедар, пироксени с више од 50% удела  не постоје.
Сличан минерал, воластонит, у серији има хипотетску хемијску формулу калцијумског крајњег члана, али важне структурне разлике га никако не могу сместити у исту групу с пироксенима. Магнезијум, калцијум и жељезо су без сумње једини катјони који могу  испунити X и Y октаедре у пироксенској структури. Друга важна серија пироксена јесу минерали богати натријумом. Њихова номенклатура видљива је на Слици 3. Инклузије натријума, који има набој +1, у пироксенима указују на потребу минералне структуре за попуњавањем „недостајућег” позитивног набоја. У жадеиту и аегирину тај се недостатак на месту X попуњава инклузијама тровалентних катјона (најчешће су то Al и Fe3+). Натријумски пироксени с више од 20% моларног удела калцијума, магнезијума и двовалентног жељеза познати су под именом омфацит и аегирин-аугит, а ако је тај постотак већи од 80% минерали спадају у групу пироксенског четвероугла приказаног на Слици 2.
Табела 1 приказује широк распон осталих катјона који могу бити уклопљени у пироксенској структури те даје и места на којима би се они могли наћи.
|   |  |  |  | 3+ |    |  |  |    |  |  |  |  |    |  |  |  |  |
| X |  |  |  | 3+ | 4+ |  |  | 3+ |  |  |  |  | 2+ |  |  |  |  |
| Y |  |  |  |    |    |  |  |    |  |  |  |  | 2+ |  |  |  |  |

У позицирању јона из табеле, основно је правило да се крене с лева на десно те се најпре поставе сви силицумови јони на T-позиције. Затим се алуминијумови јони слажу на остала слободна места у тетраедрима те се, коначно, попуњавају  места с тровалентним жељезом. Вишак алуминијума и жељеза може се уклопити на X-позиције, а преостали јони на Y-позицију. Потребно је нагласити да овај начин слагања јона у сврху постизања неутралног набоја не следе сви механизми стварања пироксена, те постоји неколико алтернативних шема:
1. Честе су  замене једновалентних и тровалентних јона на Y и X позицијама с двоструким јонима. На пример,  и  заједно дају жадеит.
2. Двоструке замене једновалентних јона на Y-позицији и мешавина једнаког броја двовалентних и четверовалентних јона на Xпозицији. То доводи до стварања нпр. .
3. Замена по Шермаку, где тровалентни јони заузимају X и T позиције што доводи до нпр. CaAlAlSiO6.

У природи се, код неких минерала, може наћи више од једне замене.

## Popis piroksena
- Клинопироксени (кристалишу у моноклинском кристалном систему)
  - Егирин (Na-Fe силикат)[5][6][7][8]
  - Аугит (Ca-Na-Mg-Fe-Al силикат)[9][10]
  - Клиноенстатит (Mg-силикат)
  - Диопсид (Ca-Mg силикат, CaMgSi2O6)
  - Есенит (Ca-Fe-Al силикат)
  - Хеденбергит (Ca-Fe силикат)
  - Хиперстен (Mg-Fe силикат)
  - Жадеит (Na-Al силикат)
  - Жервисит (Na-Ca-Fe-Sc-Mg силикат)
  - Јохансенит (Ca-Mn силикат)
  - Каноит (Mn-Mg силикат)
  - Козмохлор (Na-Cr силикат)
  - Намансилит (Na-Mn силикат)
  - Наталит (Na-V-Cr силикат)
  - Омфацит (Ca-Na-Mg-Fe-Al силикат)
  - Петедунит (Ca-Zn-Mn-Fe-Mg силикат)
  - Pigeonit (Ca-Mg-Fe силикат)
  - Сподумен (Li-Al силикат)
- Ортопироксени (кристалишу у ромпском кристалном систему)
  - Донпеакорит, 
  - Енстатит, 
  - Феросилит, 
  - Нчванингит (хидатизовани Mg-силикат)
- Шеферит,
- Цинков шеферит,
- Џеферсонит,
- Леукаугит,
- Калцијум-Шермаков молекул,